# Luis María Echeberría
Luis María Echeberría (Erandio, 1940. március 24. – 2016. október 19.) Európa-bajnok spanyol válogatott labdarúgó.
A spanyol válogatott tagjaként részt vett az 1962-es világbajnokságon és az 1964-es Európa-bajnokságon.

## Sikerei, díjai
Athletic Bilbao
- Spanyol kupa: 1969

Spanyolország
- Európa-bajnok (1): 1964